# Noël Castelain
Noël Castelain (Niort, 30 octobre 1917 - Mort pour la France à Orel le 16 juillet 1943) est un militaire français, Compagnon de la Libération. Déjà engagé au moment du déclenchement de la Seconde Guerre mondiale, il refuse la défaite et rejoint les rangs des forces aériennes françaises libres. S'illustrant d'abord en Méditerranée et en Afrique du Nord, il est ensuite volontaire pour aller servir sur le front russe mais y disparaît au cours d'un combat en 1943.

## Biographie

### Avant-guerre et bataille de France
Né à Niort dans les Deux-Sèvres le 30 octobre 1917, Noël Castelain s'engage dans l'aviation en 1936. Lorsque la guerre éclate, il est en poste à la Base aérienne 702 Avord où il est sergent à l'école de chasse. Lors de l'avancée allemande en mai 1940, il décide de partir pour l'Afrique du nord et embarque avec un petit groupe pour le Maroc. Cependant, arrivé à Casablanca, lui et ses camarades se rendent compte que les troupes françaises d'Afrique risquent de se ranger du côté du régime de Vichy. Ils décident donc de rembarquer à nouveau, cette fois pour rejoindre l'Angleterre. Après une escale à Gibraltar, il parvient à Londres au début du mois de juillet 1940.

### Afrique du nord
Engagé dans les forces aériennes françaises libres sur le camp de St Athan (en) où il se lie d'amitié avec Albert Littolff, il est ensuite envoyé dans une Operational Training Unit (centre d'entrainement) à Sutton Bridge. Désireux de combattre en Afrique, il est affecté au Groupe Mixte de Combat no 1 du lieutenant-colonel Lionel de Marmier. Embarqué à bord du Pennland, il participe à la bataille de Dakar en septembre 1940 puis débarque à Douala. Au début de l'année 1941, il est déplacé vers Ismaïlia et fait partie des six pilotes formant la toute nouvelle Escadrille française de chasse n°1. Engagé dans la Guerre du Désert, il remporte une victoire aérienne au-dessus de Tobrouk mais est touché à son tour le 23 avril 1941. Parvenant à rejoindre sa base, il est grièvement blessé en atterrissant et hospitalisé à Tobrouk. Une fois guéri, il est affecté dans une unité de liaison aérienne puis en juin 1942, il rejoint les rangs du Groupe de chasse Alsace.

### Front de l'est
En octobre 1942, suivant Albert Littolff, il se porte volontaire pour intégrer le Groupe de Chasse Normandie-Niémen destiné à partir combattre sur le front de l'Est. Promu sous-lieutenant, il participe aux opérations en Russie du printemps 1943 et obtient six nouvelles victoires aériennes, faisant de lui un as de l'aviation à l'instar de son ami et mentor Albert Littolff. Cette complicité se poursuit jusqu'à la mort puisque le 16 juillet 1943, lors de l'attaque d'un groupe de bombardiers, les deux hommes disparaissent en même temps au-dessus d'Orel.

## Décorations
|  |  |  |
|  |  |  |

| Chevalier de la Légion d'Honneur | Chevalier de la Légion d'Honneur | Compagnon de la Libération             | Compagnon de la Libération             | Croix de Guerre 1939-1945             | Croix de Guerre 1939-1945             |
| Médaille des blessés de guerre   | Médaille des blessés de guerre   | Médaille coloniale Avec agrafe "Libye" | Médaille coloniale Avec agrafe "Libye" | Ordre de la Guerre patriotique (URSS) | Ordre de la Guerre patriotique (URSS) |